# Convocações para a Copa Ouro da CONCACAF de 2017
Esta página apresenta os jogadores convocados para a Copa Ouro da CONCACAF de 2017. A lista final contendo os 23 jogadores convocados precisa ser entregue até 2 de junho de 2017. Três dos convocados precisam ser goleiros. Equipes que se classificarem para as quartas de final tem o direto de substituir até 6 jogadores.

## Grupo A

### Canadá
Treinador:  Octavio Zambrano

### Costa Rica
Treinador:  Óscar Ramírez

### Guiana Francesa
Treinadores:  Marie-Rose Carême e Jaïr Karame

### Honduras
Treinador:  Jorge Luis Pinto

## Grupo B

### Estados Unidos
Treinador:  Bruce Arena

### Martinica
Treinador:  Louis Marianne

### Nicarágua
Treinador:  Henry Duarte

### Panamá
Treinador:  Hernán Darío Gómez

## Grupo C

### Curaçao
Treinador:  Remko Bicentini

### El Salvador
Treinador:  Eduardo Lara

### Jamaica
Treinador:  Theodore Whitmore

### México
Treinador:  Luis Pompilio Páez (Juan Carlos Osorio estava suspenso por 6 jogos)